# Psilanteris bicolor
Psilanteris bicolor är en stekelart som först beskrevs av Jean-Jacques Kieffer 1908. Enligt Catalogue of Life ingår Psilanteris bicolor i släktet Psilanteris och familjen Scelionidae, men enligt Dyntaxa är tillhörigheten istället släktet Psilanteris och familjen gallmyggesteklar. Arten är reproducerande i Sverige. Inga underarter finns listade i Catalogue of Life.